# とびだせたんけんたい
『とびだせ たんけんたい』は、1991年4月8日から1996年3月11日までNHK教育テレビジョンで放送されていた小学校2年生向けの学校放送（教科：生活科）である。

## 概要
放送初年度では生活科実施前の試験的番組という位置付けだったが、正式実施の1992年度に小学1年生向けの『あしたもげんきくん』がスタートしたことから、番組は小学校2年生向けの生活科を担当することになった。
「おねえさん」が各地の小学校を訪ね、子どもたちに特定のミッションを与える。当番組では子どもたちは様々な試行錯誤をしながらそれを達成してゆく過程をドキュメンタリー形式で描く。子どもたちの人数は6人程度の小グループから小学校の1学級(30人以上)まで回ごとに様々であり、収録場所も校舎内、公園、砂浜、商店街などバラエティに富む。
げんきくんが積極的に子どもと関わる「あしたもげんきくん」とは異なり、当番組のおねえさんは最小限のアドバイスを与える役割にとどまっている。子どもたちが自力で問題を解決する過程を重視していることが窺える。

## 放送時間
いずれも日本標準時、別の時間帯での再放送あり。
| 期間                         | 放送時間             |
| ---------------------------- | -------------------- |
| 1991年4月8日 - 1992年3月9日  | 月曜日 10:15 - 10:30 |
| 1992年4月6日 - 1996年3月11日 | 月曜日 11:00 - 11:15 |

## 出演者

### おねえさん
- かわのえりこ（1991年度）[8][9][10][11]
- 昌子洋子（1992年度 - 1994年度）

### ナレーター
- 梁田清之（1995年度）

## 放送リスト

### 1991年度
| 回 | タイトル                 | 初回放送日     |
| -- | ------------------------ | -------------- |
| 1  | がっこうたんけん         | 1991年04月08日 |
| 2  | ともだちできた           | 1991年04月22日 |
| 3  | やさいをつくろう         | 1991年05月20日 |
| 4  | わたしたちのチャボ       | 1991年06月03日 |
| 5  | あめの日だってたのしい   | 1991年06月17日 |
| 6  | カレーライスだいさくせん | 1991年07月01日 |
| 7  | やさいができた           | 1991年08月26日 |
| 8  | 川であそぼう             | 1991年09月09日 |
| 9  | タイムマシーンだぞ       | 1991年10月07日 |
| 10 | むしをさがそう           | 1991年10月21日 |
| 11 | ふしぎなだいず           | 1991年11月18日 |
| 12 | でんわであいさつ         | 1991年12月02日 |
| 13 | てづくりおもちゃたいかい | 1992年01月06日 |
| 14 | とおくへいこう           | 1992年01月20日 |
| 15 | さむさなんかへっちゃら   | 1992年02月03日 |
| 16 | かぞくしんぶん           | 1992年02月17日 |
| 17 | おもいですごろく・かるた | 1992年03月02日 |

### 1992年度
| 回 | タイトル             | 初回放送日     |
| -- | -------------------- | -------------- |
| 1  | きょうから2ねんせい  | 1992年04月06日 |
| 2  | はるのまちみつけた   | 1992年04月20日 |
| 3  | はたけだいすき       | 1992年05月07日 |
| 4  | ちいさないのち       | 1992年05月18日 |
| 5  | のはらであそぼう     | 1992年06月01日 |
| 6  | つばめのくるまち     | 1992年06月15日 |
| 7  | ふねをうかべよう     | 1992年06月29日 |
| 8  | すなはまであそぼう   | 1992年08月31日 |
| 9  | 大きくなったね       | 1992年09月14日 |
| 10 | いただきまーす       | 1992年09月28日 |
| 11 | わたしたちのおまつり | 1992年10月12日 |
| 12 | てづくりおんがくかい | 1992年10月26日 |
| 13 | あきのまち みつけた  | 1992年11月09日 |
| 14 | おしろができた       | 1992年11月26日 |
| 15 | はい てがみです      | 1992年12月07日 |
| 16 | たのしい大はつめい   | 1993年01月11日 |
| 17 | ことりとともだち     | 1993年01月25日 |
| 18 | ゆきのまち みつけた  | 1993年02月08日 |
| 19 | パンをつくろう       | 1993年02月22日 |
| 20 | おもいでアルバム     | 1993年03月08日 |

### 1993年度
| 回 | タイトル              | 初回放送日     |
| -- | --------------------- | -------------- |
| 1  | 2ねんせいになったよ   | 1993年04月05日 |
| 2  | はるの町みえるかな    | 1993年04月19日 |
| 3  | やさいをつくろう      | 1993年05月06日 |
| 4  | 水の中には            | 1993年05月17日 |
| 5  | おいしいぎゅうにゅう  | 1993年05月31日 |
| 6  | あめの日              | 1993年06月14日 |
| 7  | 海へいこう            | 1993年06月28日 |
| 8  | やさいができたよ      | 1993年08月30日 |
| 9  | 大きな木              | 1993年09月13日 |
| 10 | みんなでおまつり（1） | 1993年09月27日 |
| 11 | みんなでおまつり（2） | 1993年10月14日 |
| 12 | あきがいっぱい        | 1993年10月25日 |
| 13 | ぎょうざをつくろう    | 1993年11月08日 |
| 14 | どうなってるの?       | 1993年11月22日 |
| 15 | はい ゆうびんです     | 1993年12月06日 |
| 16 | わたしのおもちゃ      | 1994年01月10日 |
| 17 | のりものにのって      | 1994年01月24日 |
| 18 | きょうは先生          | 1994年02月07日 |
| 19 | わたしのせいちょう    | 1994年02月21日 |
| 20 | ちいさな春            | 1994年03月07日 |

### 1994年度
| 回 | タイトル          | 初回放送日     |
| -- | ----------------- | -------------- |
| 1  | 2ねんせいになった | 1994年04月04日 |
| 2  | はるの町さんぽ    | 1994年04月18日 |
| 3  | ミルク大すき      | 1994年05月09日 |
| 4  | 田うえだ!         | 1994年05月23日 |
| 5  | そらをみあげて    | 1994年06月06日 |
| 6  | さかながいっぱい  | 1994年06月20日 |
| 7  | もりへいこう      | 1994年07月04日 |
| 8  | 川はおもしろい    | 1994年08月29日 |
| 9  | ちょっととおくへ  | 1994年09月12日 |
| 10 | ひみつのかくれが  | 1994年09月26日 |
| 11 | しょっきを作ろう  | 1994年10月13日 |
| 12 | お米がとれた      | 1994年10月24日 |
| 13 | みんなでおまつり  | 1994年11月07日 |
| 14 | あきのもり        | 1994年11月21日 |
| 15 | かいものにいこう  | 1994年12月05日 |
| 16 | わたりどりがきた  | 1995年01月09日 |
| 17 | たまご大すき      | 1995年01月23日 |
| 18 | ゆきの町          | 1995年02月06日 |
| 19 | おおきくなったよ  | 1995年02月20日 |
| 20 | ありがとう        | 1995年03月06日 |

### 1995年度
| 回 | タイトル                 | 初回放送日     |
| -- | ------------------------ | -------------- |
| 1  | 2年生になったよ          | 1995年04月10日 |
| 2  | はるの町で               | 1995年04月24日 |
| 3  | 田うえだ                 | 1995年05月15日 |
| 4  | のはらであそぼう         | 1995年05月29日 |
| 5  | どうぶつのあかちゃん     | 1995年06月12日 |
| 6  | さかながいっぱい         | 1995年06月26日 |
| 7  | 川へいこう               | 1995年07月10日 |
| 8  | たんけんたいのなつやすみ | 1995年08月28日 |
| 9  | のりものにのって         | 1995年09月18日 |
| 10 | おもちゃをつくろう       | 1995年10月02日 |
| 11 | いねかりだ               | 1995年10月16日 |
| 12 | みんなでおまつり         | 1995年10月30日 |
| 13 | 木のくにたんけん         | 1995年11月13日 |
| 14 | はい、ゆうびん           | 1995年11月27日 |
| 15 | ほしがきつくろう         | 1995年12月11日 |
| 16 | ひみつきち               | 1996年01月08日 |
| 17 | ふゆのもり               | 1996年01月22日 |
| 18 | ゆきの町                 | 1996年02月05日 |
| 19 | きょうは先生             | 1996年02月19日 |
| 20 | また春がくる             | 1996年03月04日 |